# لارس إيفار غران
لارس إيفار غران هو راكب الكنو نرويجي، ولد في 1959.